# Grand Palais
Het Grand Palais (Franse uitspraak: [ɡʁɑ̃ palɛ]) is een grote glazen tentoonstellingshal die gebouwd is voor de Wereldtentoonstelling van 1900 in Parijs. Het is gelegen aan de Avenue Winston-Churchill (tot 1966 de Avenue Alexandre-III) in het 8e arrondissement.
Het werd gelijktijdig met het Petit Palais en de Pont Alexandre-III gebouwd, en
heeft een imposante neoclassicistische façade met veel art-nouveau-smeedijzerwerk. Het Grand Palais of meer officieel het Grand Palais des Champs-Élysées maakt als expositiegebouw sinds 1 januari 2011 deel uit van de Réunion des musées nationaux et du Grand Palais des Champs-Élysées (Rmn-Grandpalais).
Sinds 24 september 2005 is het heropend, na een twaalf jaar durende sluiting omdat in 1993 een gedeelte van het glazen plafond instortte. Tijdens de laatste etappe van de Tour de France 2017 ging de route door het paleis heen. Tijdens de Olympische Spelen van 2024 werden de onderdelen taekwondo en schermen afgewerkt in het Grand Palais.
De Unie voor het Middellandse Zeegebied werd tijdens een internationale top in 2008 in het Grand Palais opgericht. In 2025 werd het Grand Palais gebruikt voor een internationale top over kunstmatige intelligentie.

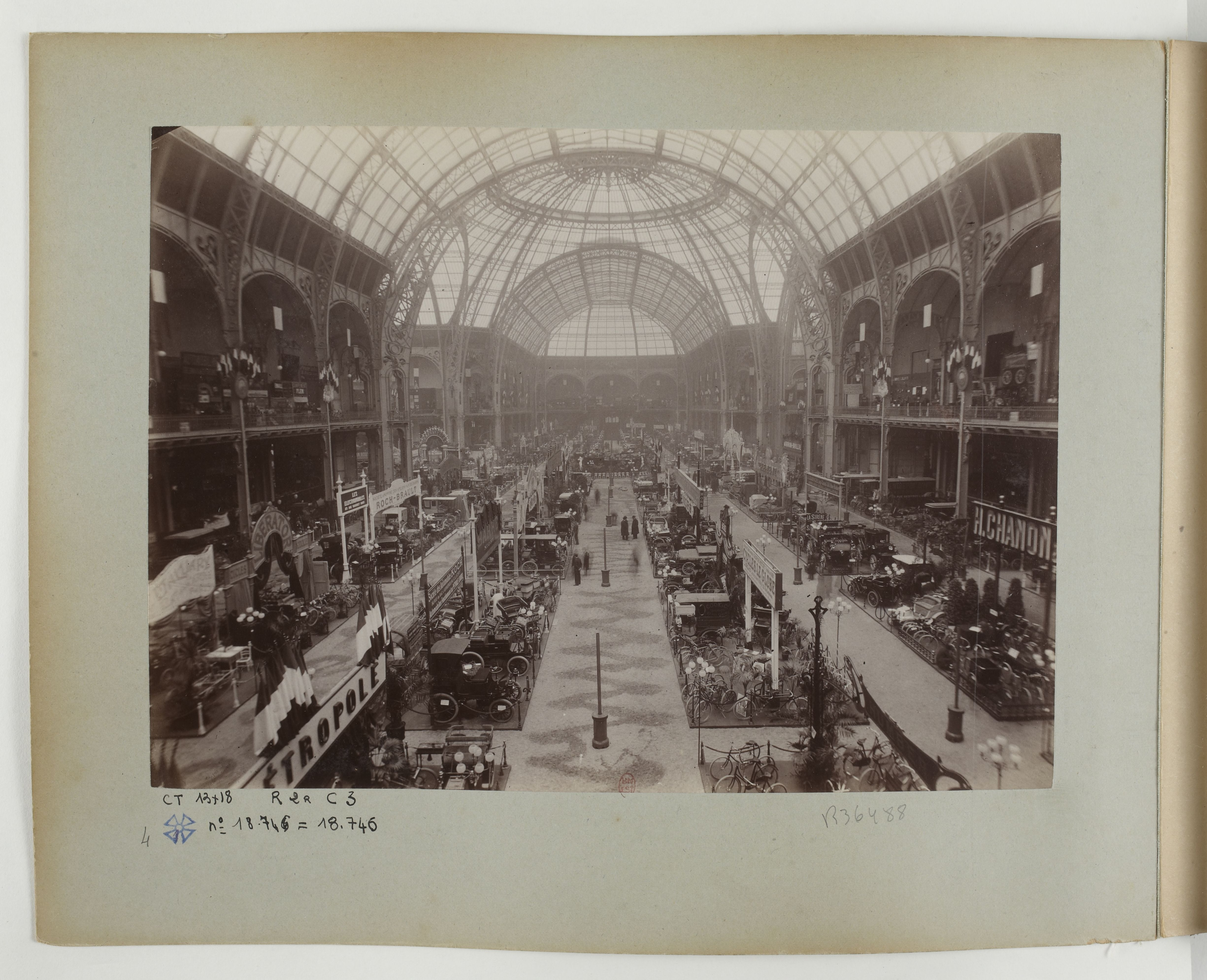
Binnenzijde (1901)
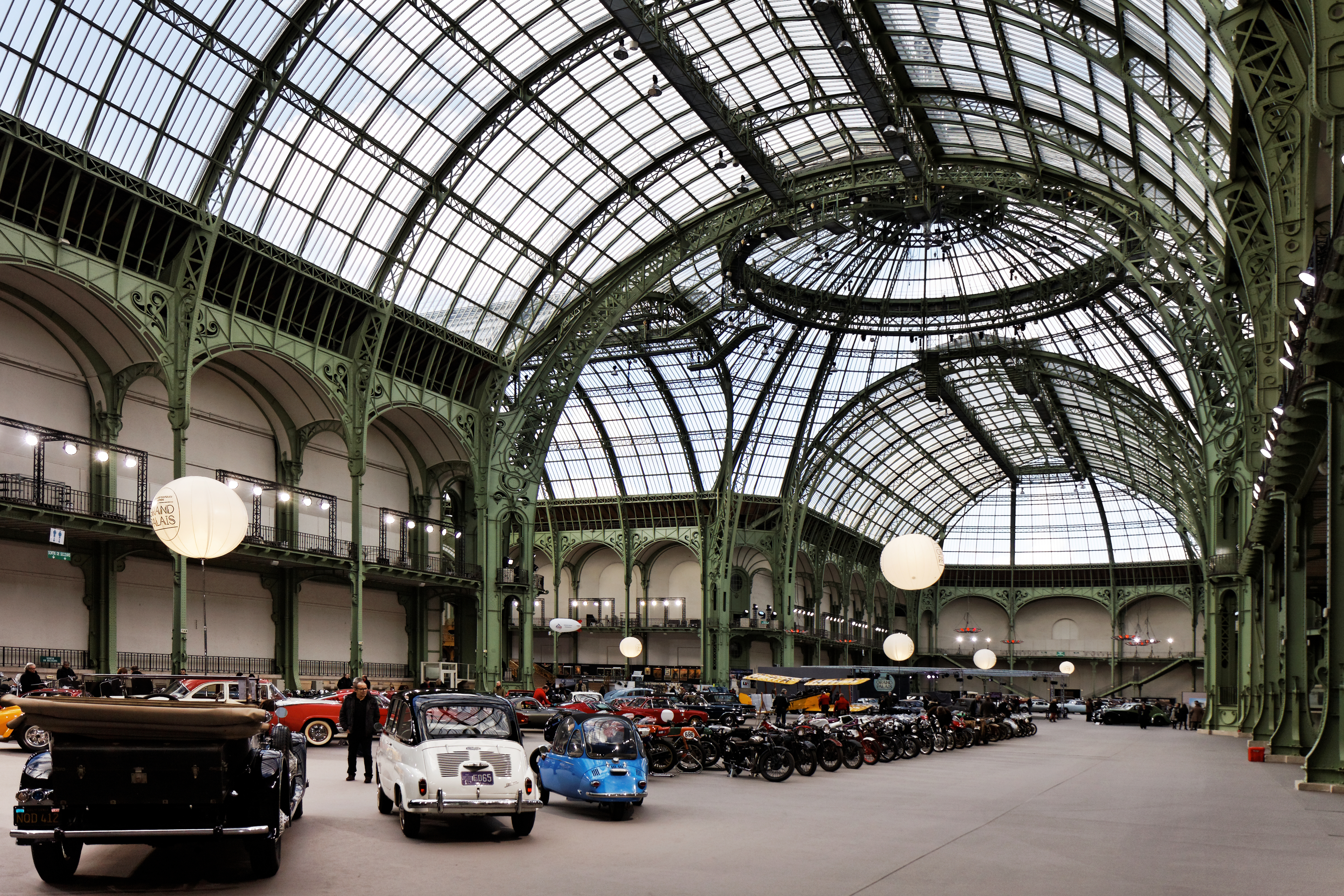
Binnenzijde (2013)
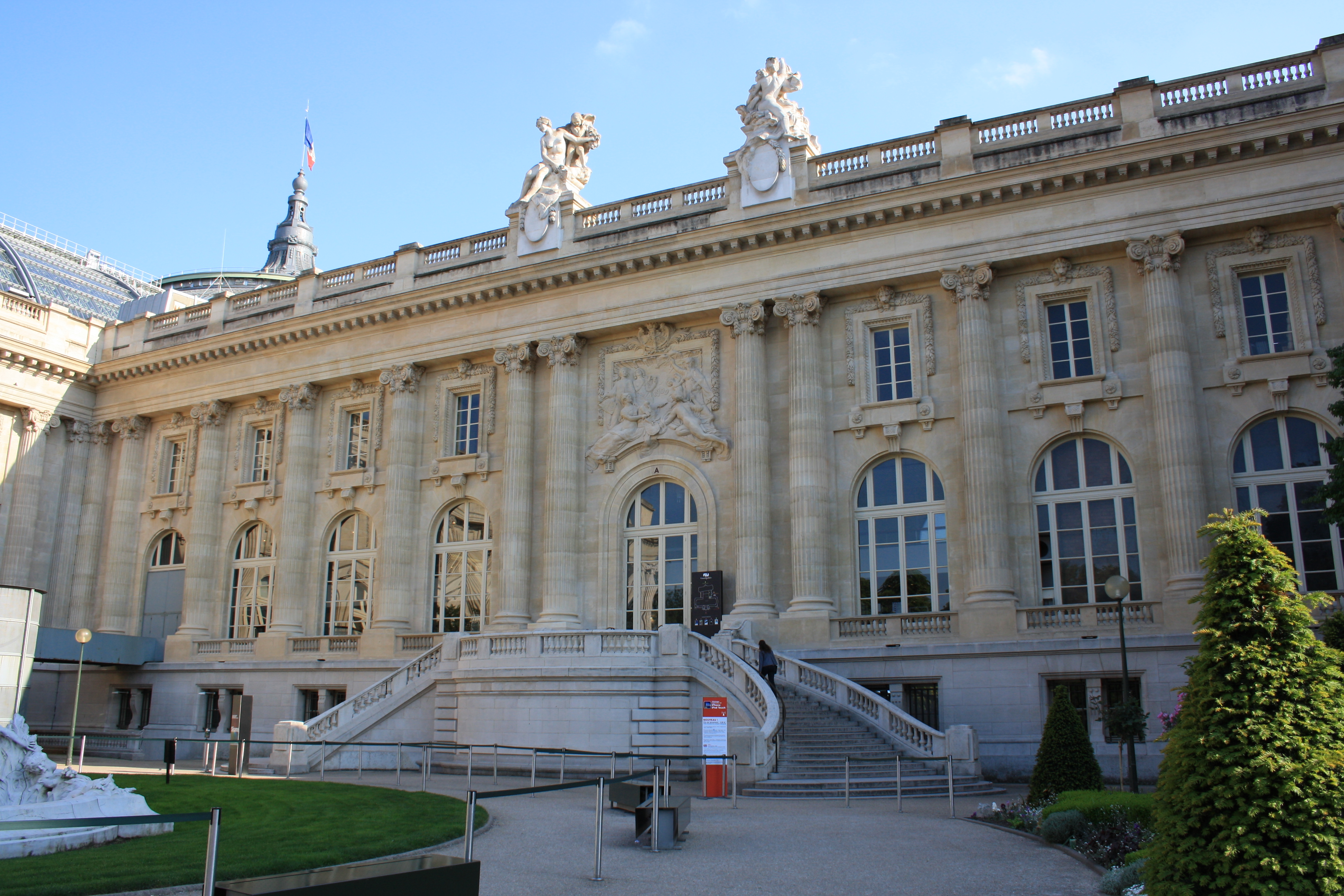
Ingang bij de zijkant
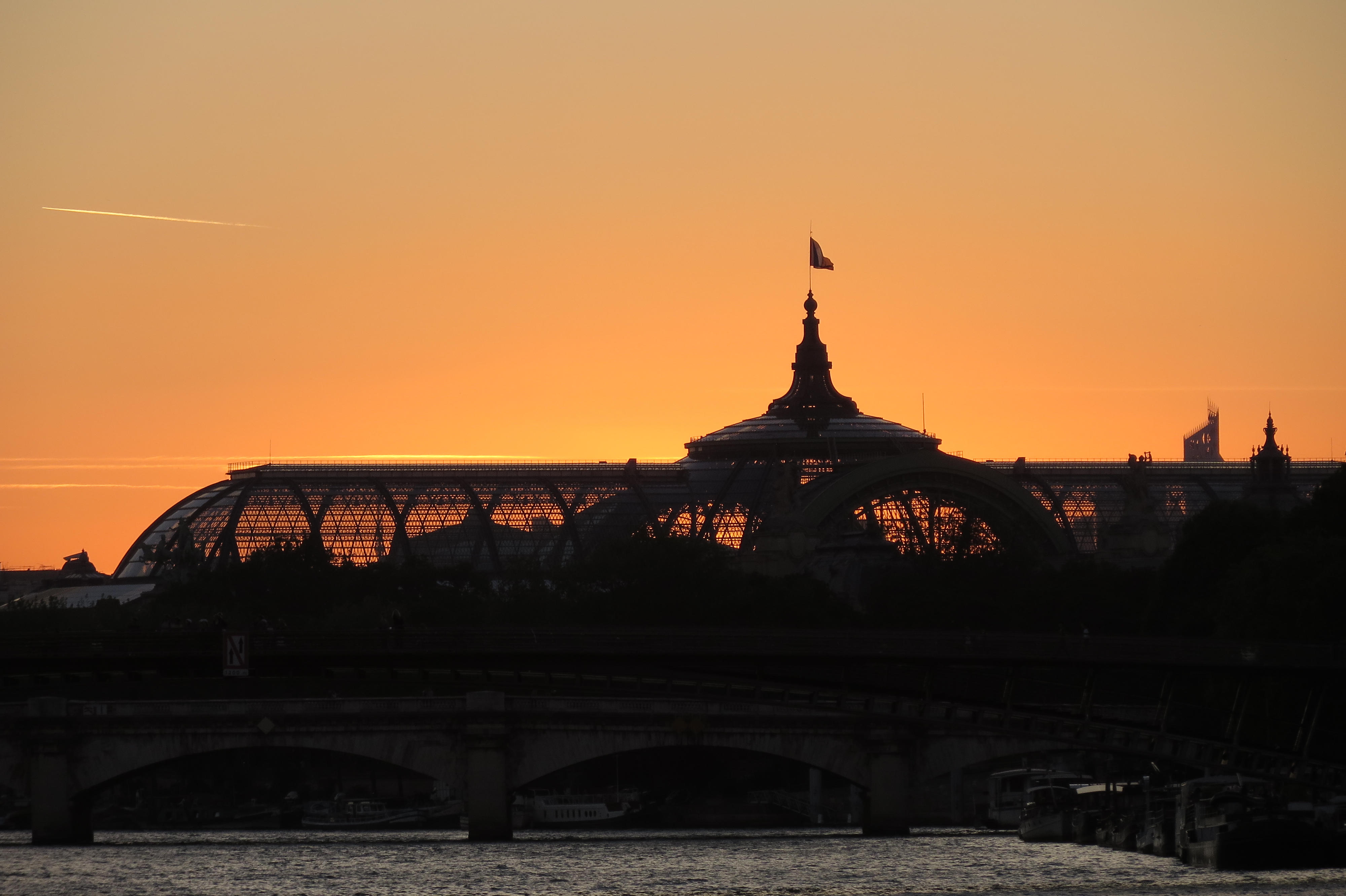
Bij zonsondergang
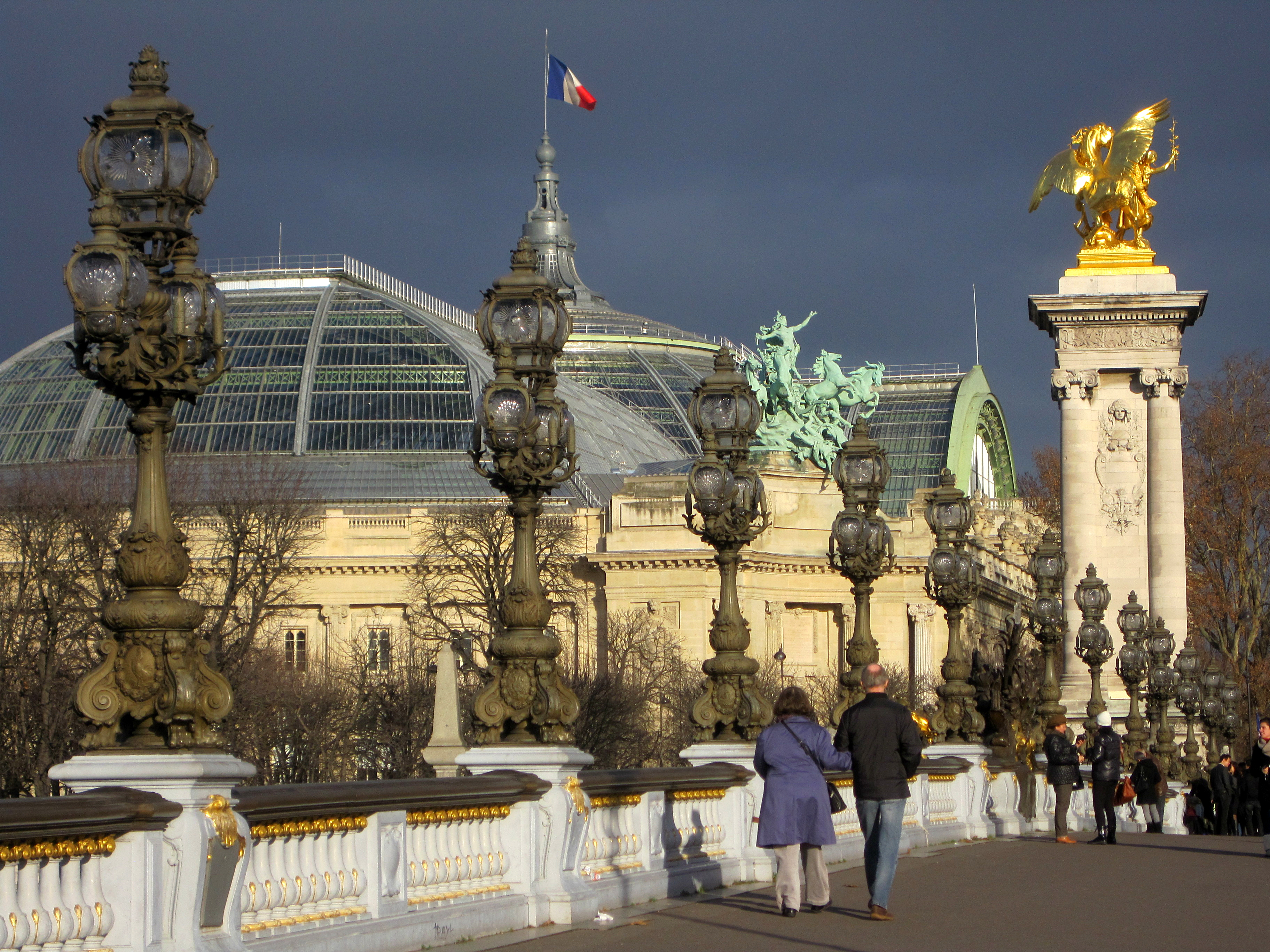
Gezicht met de Pont Alexandre-III
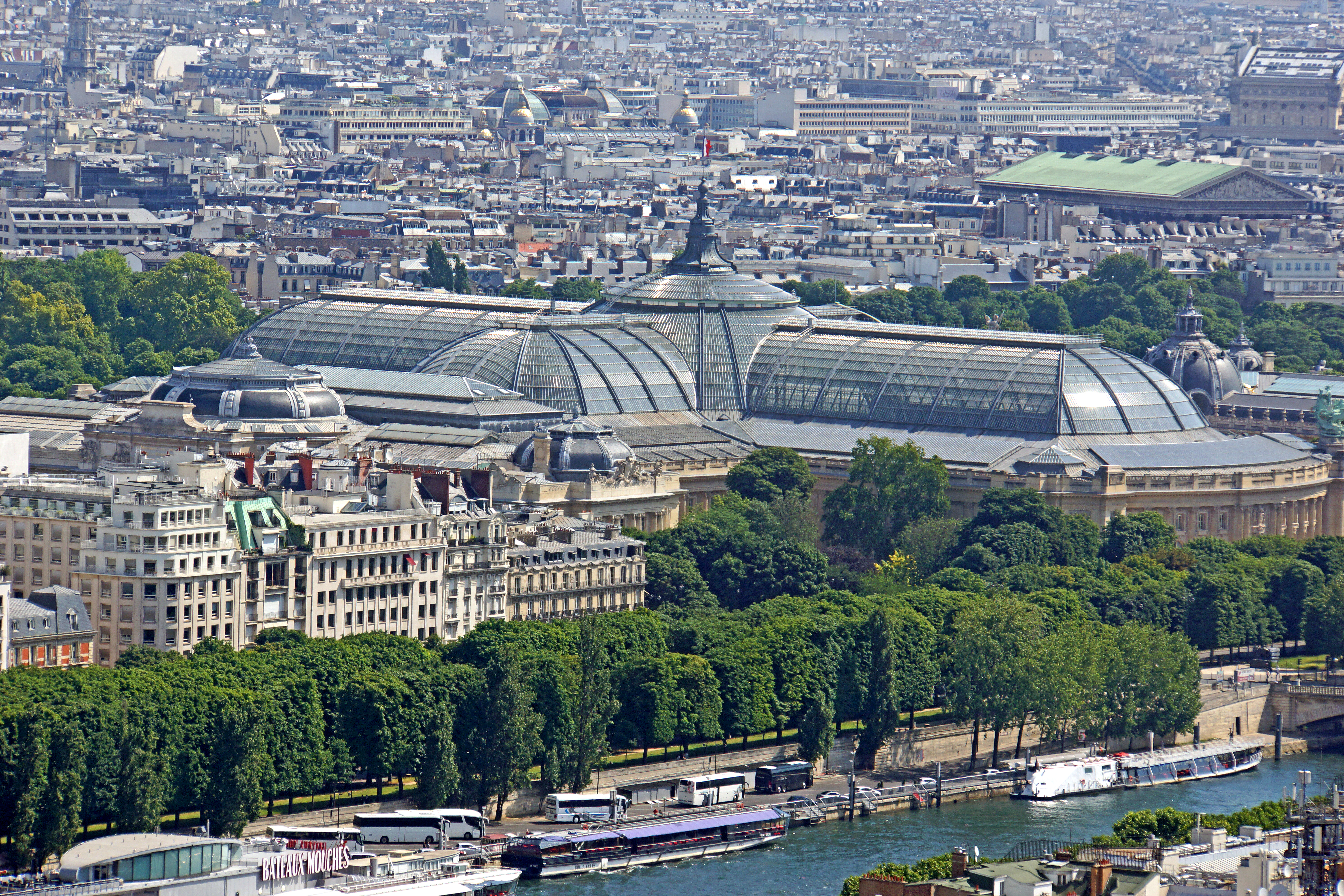
Gezicht vanaf de Eiffeltoren

## Trivia
Het Grand Palais is onder andere te zien in de film Mission: Impossible – Fallout (2018).
Élysée · Hôtel d'Avaray · Hôtel de Salm · Louvre · Palais Bourbon · Palais de Chaillot · Palais du Luxembourg · Palais-Royal

Voormalig: Palais des Tuileries

Zie ook: Lijst van bezienswaardigheden in Parijs
- Catàleg d'autoritats de noms i títols de Catalunya: 981058518467106706
- Gemeinsame Normdatei: 4355615-2
- International Standard Name Identifier: 0000 0001 2321 7198
- Library of Congress Control Number: n83071365
- MusicBrainz: d3481e99-7deb-420f-950d-ea7f90b644d7
- Nationale Bibliotheek van Israël: 987007594398705171
- Virtual International Authority File: 305991420